# Amadalavalasa
Amadalavalasa é uma cidade e uma nagar panchayat no distrito de Srikakulam  , no estado indiano de Andhra Pradesh.

## Demografia
Segundo o censo de 2001, Amadalavalasa tinha uma população de 37 852 habitantes. Os indivíduos do sexo masculino constituem 51% da população e os do sexo feminino 49%. Amadalavalasa tem uma taxa de literacia de 65%, superior à média nacional de 59,5%; com 58% para o sexo masculino e 42% para o sexo feminino. 11% da população está abaixo dos 6 anos de idade.